# Matai Leuta
Matai Leuta (Estados Unidos, 20 de julio de 1990) es un jugador profesional estadounidense de rugby que se desempeña en la posición de wing izquierdo en San Diego Legion, equipo perteneciente a la liga Major League Rugby.

## Carrera
En 2021, Leuta se unió al equipo Houston SaberCats (2021-2022), después pasó a Chicago Hounds (2022-2023), luego a San Diego Legion, disputando su tercera temporada en la Major League Rugby.